# Niphothixa atava
Niphothixa atava är en fjärilsart som beskrevs av Diakonoff 1970. Niphothixa atava ingår i släktet Niphothixa och familjen vecklare. Inga underarter finns listade i Catalogue of Life.